# Rope Dart
Ein Rope Dart oder Shéng Biāo  (chinesisch 繩鏢 / 绳镖, Pinyin shéngbiāo – „Seilwurfeisen, Seilspeer“)  ist eine flexible Waffe chinesischen Ursprungs.

## Beschreibung
Der Rope Dart besteht aus einem bis zu 5 Meter (historisch bis zu 10 Meter) langen Seil mit Metallringen am Ende, an denen ein spitzes Metallgewicht (der „Dart“) befestigt ist. An den Metallringen, meist am Vordersten, kann aus optischen oder Balancegründen eine Flagge fixiert werden. Der Meteorhammer ist eine stumpfe Variante des Rope Dart.

## Anwendung
Der Rope Dart ist eine der 18 Standardwaffen der Kampfsportart Wushu. Er kann vielseitig zum Würgen, Schlagen, Schießen, Hebeln und Fesseln verwendet werden. Die Waffe wird in weiten Bewegungen geschwungen und aus diesen heraus auf das Ziel zugeschleudert. Häufig wird das Gewicht auch mit dem Fuß nach vorn geschossen. Die Länge des Seils erschwert typische Schwungbewegungen erheblich, weshalb das Seil meist um verschiedene Gelenke gewickelt wird, etwa Hand und Schultern, sodass die Reichweite nach Bedarf verlängert oder verkürzt werden kann, ohne durch das lose Seil behindert zu werden.

## Moderne Rezeption
Der Rope Dart hat über die Popularität fernöstlicher Kampfsportarten Einzug in die westliche Popkultur gehalten. Er kommt in der Videospielreihe Assassin’s Creed (als Waffe von Shao Jun, Connor, Edward und Shay Patrick Cormac) sowie in Staffel 1 von Lego Ninjago: Masters of Spinjitzu (versteckt in Sensei Wus Ärmel) zur Verwendung.
Der Rope Dart ist auch immer wieder in Martial-Arts-Filmen zu sehen, zum Beispiel im philippinischen Animationsfilm Lakas ng Lahi oder im Marvel-Film Shang-Chi and the Legend of the Ten Rings (durch Xialing, die jüngere Schwester des Protagonisten). Die Figur des Waymond Wang in der Science-Fiction-Komödie Everything Everywhere All at Once, verwendet in einem Kampf eine Bauchtasche im Stil eines Rope Dart.
Der Rope Dart wird als Werkzeug im modernen thailändischen Feuertanz eingesetzt. Die Kampfkunst mit der Waffe gilt als einer der Vorläufer dieser Tanzform.